# 宋亚君
宋亚君（1971年1月—），男，汉族，河南淅川人，中华人民共和国政治人物。现任新疆维吾尔自治区住房和城乡建设厅厅长，民革中央委员，民革新疆区委会主委。第十四届全国政协委员。